# Kandil Gecesi
Als Kandil Gecesi („Kandil-Abend“ oder „Kandil-Nacht“) werden bestimmte von Muslimen als heilig betrachtete Abende oder Nächte bezeichnet. Es sind die Nächte Kadir Gecesi, Mevlit Kandili, Regaib Kandili (Empfängnis, die erste Nacht zum Freitag im Monat Radschab), Mi'rac Kandili und Berat Kandili (die Nacht der Berufung zum Propheten).
Die Bezeichnung leitet sich von der Festbeleuchtung der Moscheen an solchen Abenden ab. Diese war im Osmanischen Reich seit Selim II. üblich. Diese Abende spielen eine wichtige Rolle im religiösen Leben vieler Muslime, zusätzlich zum Fest des Fastenbrechens nach dem Ramadan und dem Opferfest.
Das Wort kandil bedeutet „Kerze“ oder „Leuchter“ und ist ein Lehnwort. Kandil stammt von dem  lateinischen Wort candela und wurde über das arabische qindīl ins Türkische entlehnt.